# Костриця борозниста
Костриця борозниста (Festuca rupicola) — вид трав'янистих рослин з родини злакові (Poaceae), поширений у Марокко, Алжирі та Євразії від Франції до Китаю.

## Опис
Багаторічна рослина 35–50(70) см заввишки. Листки 20–40 см довжиною, з 2 борозенками з кожного боку (склеренхіма з 3–5(7) слабо розвинених тяжів). Вісь і гілочки волоті щетинисто-волосисті. Рослина від зеленого до жовто-зеленого забарвлення. Стебла прямі, більш-менш гладкі. Піхва жорстка, солом'яно-жовта; язичок дуже короткий. Суцвіття завдовжки 6–10 см; колоски 3–5-квіткові, (5.8)6.3–8.5 мм завдовжки.

## Поширення
Поширений у Марокко, Алжирі та Євразії від Франції до Китаю.
В Україні вид зростає у рівнинних степах — на найродючіших ділянках, у б.-м. мезофітних місцях проживання (дно і нижні частини схилів балок, поди, схили північної експозиції), у чагарниках, лісосмугах, на узліссях у розріджених лісах, на гірських лугових степах і остеповані луках, кам'янистих схилах і скелях — у Лісостепу і Степу, гірському Криму та Карпатах, досить часто.